# Ion Besoiu

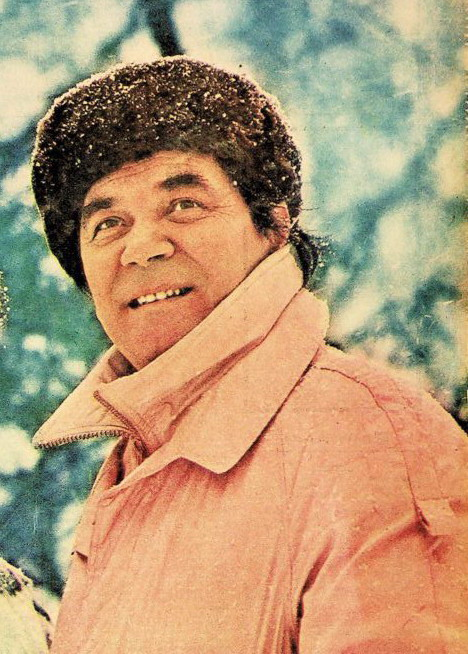
Ion Besoiu în 1983.

Ion Besoiu (n. 11 martie 1931, Sibiu, România – d. 18 ianuarie 2017, București, România) a fost un actor de film, radio, teatru și televiziune român. A absolvit Academia de Teatru și Muzică din Sibiu, a activat ca actor în multiple ocazii și a fost directorul teatrului Lucia Sturza Bulandra din București.

## Carieră
Concomitent cu liceul, a urmat Conservatorul de Muzică și Artă Dramatică „Timotei Popovici” din Sibiu, însă intenția nu era de a face teatru, ci pentru a-și corecta dicția. Deși tatăl îl dorea ofițer de geniu sau de artilerie, el visa să devină inginer chimist sau aviator sau ofițer de marină. A debutat în 1957. În anii 1970 a jucat în serialul Toate pânzele sus, în regia lui Mircea Mureșan, în care i-a avut ca parteneri pe actorii Ilarion Ciobanu și Jean Constantin. 
Timp de 16 ani a jucat pe scena Teatrului "Radu Stanca" din Sibiu, după care s-a mutat la București, unde a jucat la Teatrul "Lucia Sturza Bulandra" și a fost, ulterior, timp de 12 ani directorul acestui teatru. 
Cele mai cunoscute roluri ale sale sunt Cloșca, în Procesul lui Horia (1967), Serebreakov, în Unchiul Vanea (1983), Polonius, în Hamlet (1985), Oronte, în Mizantropul (1989), Corifeu, în Antigona (1993), Ferapont, în Trei surori (1995), Senecus, în Caligula (1996), și Muhoiarov Ivan Matveevici, în Oblomov (2003).
Câteva dintre filmele în care a jucat Ion Besoiu sunt: Furtuna, Neamul Șoimărestilor, Haiducii, Răscoala, Mihai Viteazul, Ciprian Porumbescu, Păcală, Ion, blestemul pământului, blestemul iubirii, Ultima noapte de dragoste, Lumini și umbre.
În 2001 a fost declarat cetățean de onoare al orașului Sibiu, în care s-a născut. La 19 martie 2001, cu ocazia împlinirii vârstei de 70 de ani, președintele Ion Iliescu l-a decorat cu Ordinul Național „Steaua României” în grad de cavaler, subliniind contribuția lui Besoiu la „dezvoltarea artei teatrale românești, prin prestigioasa și remarcabila sa activitate de actor, director de teatru și pedagog.” 
De Ziua Mondială a Teatrului, la 27 martie 2011, s-a aflat printre cei șapte actori aniversați sub egida „Seniori ai teatrului și filmului românesc”, alături de Florin Piersic, George Motoi, Violeta Andrei, Eugenia Maci, Tora Vasilescu și Radu Gheorghe, primind diploma „In honoris” din partea Primăriei Generale a Capitalei și a Teatrului Metropolis.
Ion Besoiu a fost președinte executiv al Fundației "Sibiul Vechi. Sibiu - Hermannstadt", asociație care îi ajută pe tinerii talentați și care oferă premii etnografilor.
A încetat din viață miercuri 18 ianuarie 2017, la Spitalul Fundeni din București.

## Premii și Distincții
- Concursul tinerilor actori - Premiul de interpretare pentru rolul Jan din piesa Prima zi de libertate - 1962
- Festivalul de la Mamaia - Premiul de interpretare pentru rolurile din peliculele Neamul Șoimăreștilor și Cartierul veseliei - 1965[7]
- Premiul de excelență al Cinematografiei Române - 2002
- Premiul pentru întreaga activitate - 2008[8]
- Premiul pentru întreaga carieră acordat în cadrul Galei Premiile GOPO - 2011[9]
- Ordinul Național Serviciul Credincios în grad de Cavaler - 19 martie 2001[5]

## Legătura cu Securitatea
În aprilie 2011 Consiliul Național pentru Studierea Arhivelor Securității (CNSAS) a cerut Curții de Apel București să constate calitatea de colaborator al fostei Securități a lui Ion Besoiu. Conform Consiliului Național pentru Studierea Arhivelor Securității (CNSAS), Ion Besoiu a colaborat cu Poliția Politică a regimului comunist (Securitatea) având numele conspirativ de „Bogdan”. Ion Besoiu i-a denunțat la Securitate pe Ion Caramitru, Liviu Ciulei, Dinu Săraru, Gina Patrichi și Răzvan Theodorescu în perioada în care îndeplinea funcția de director al Teatrului Bulandra din București. Pentru informațiile pe care le dădea persoanei de legătură, Besoiu era recompensat cu câteva sute de lei. Contactat de Realitatea TV, Ion Besoiu a declarat că vorbea cu un ofițer al Securității, dar că nu ar fi semnat niciodată vreun angajament cu acesta.
Prin decizia 3043 din 26 iunie 2014 Înalta Curte de Casație și Justiție a stabilit faptul că Ion Besoiu nu a fost colaborator al fostei Securități. Toate acuzațiile aduse în dosar de către CNSAS nu au putut fi probate cu acte doveditoare.

## Filmografie
- Vultur 101 (1957) (debut)
- Furtuna (1960)
- Setea (1961) - Baniciu
- Tudor (1963)

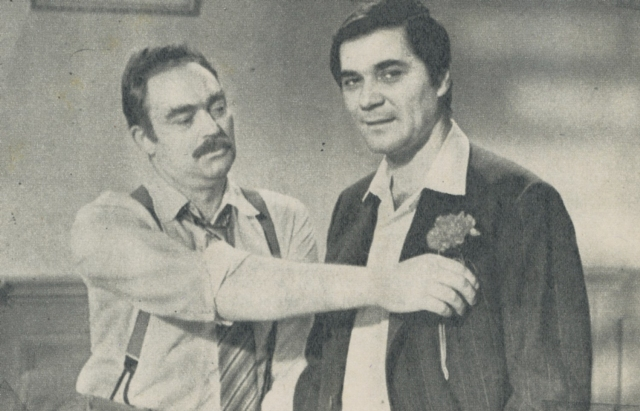
Mircea Albulescu și Ion Besoiu.

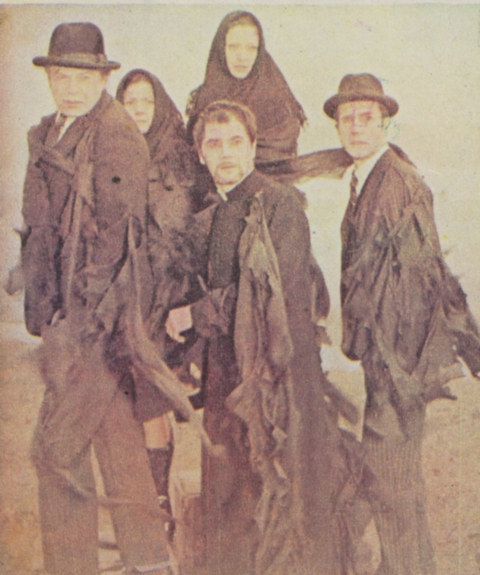
Atunci i-am condamnat pe toți la moarte (1972)

- Partea ta de vină... (1963) - Bejan
- Camera albă (1964)
- Calea Victoriei sau cheia visurilor (1965)
- Neamul Șoimăreștilor (1965) - Ștefan Tomșa al II-lea
- Cartierul veseliei (1965)
- Șah la rege (1965)
- Fantomele se grăbesc (1966)
- Răscoala (1966)
- Haiducii (1966) - haiducul Amza
- Dacii (1967) - dublaj de voce
- Castelul condamnaților (1970)
- Ciuta (teatru TV) - Take Voinea
- Printre colinele verzi (1971)
- Mihai Viteazul (1971) - Sigismund Bathory
- Brigada Diverse în alertă! (1971) - dl. Vornicescu
- Asediul (1971)
- Frații (1971)
- Atunci i-am condamnat pe toți la moarte (1972)
- Puterea și adevărul (1972)
- Săgeata căpitanului Ion (1972)
- Bariera (1972)
- Ciprian Porumbescu (1973) - Ion Slavici
- Ultimul cartuș (1973) - secretar de partid
- Vifornița (1973)
- Păcală (1974) - căpetenia tâlharilor
- Un comisar acuză (1974) - Vișan Năvodeanu
- Agentul straniu (1974)
- Nemuritorii (1974) - Costea
- Actorul și sălbaticii (1975) - Guță Popescu
- Pe aici nu se trece (1975) - dublaj de voce
- Cantemir (1975)
- Mușchetarul român (1975)
- Împușcături sub clar de lună (1977)
- Toate pînzele sus (serial TV, 1977) - ep. 1-12 - Anton Lupan
- Rătăcire (1978)
- Doctorul Poenaru (1978)
- Revanșa (1978) - colonelul Ștefan Zăvoianu
- Cianura... și picătura de ploaie (1978)
- Mai presus de orice (1978)
- Mihail, cîine de circ (1979)
- Ultima noapte de dragoste (1980) - col. Constantinescu
- Blestemul pămîntului – Blestemul iubirii (1980) - pr. Ion Belciug
- Bietul Ioanide (1980)
- Drumul oaselor (1980) - Gheorghe Bibescu
- La răscrucea marilor furtuni (1980) - Gheorghe Bibescu
- Convoiul (1981)
- Capcana mercenarilor (1981) - căpitanul Resz Lemeni
- Șantaj (1981) - Grigore Dincă
- Duelul (1981) - col. Ștefan Zăvoianu
- Lumini și umbre: Partea I (1981)
- Lumini și umbre: Partea II (1982)
- Mult mai de preț e iubirea (1982)
- Un echipaj pentru Singapore (1982)
- Pădurea nebună (1982)
- Viraj periculos (1983)
- Misterele Bucureștilor (1983) - Gheorghe Bibescu
- Căruța cu mere (1983)
- Fructe de pădure (1983)
- Horea (1984)
- Sper să ne mai vedem (1985)
- Ziua Z (1985)
- Masca de argint (1985) - Gheorghe Bibescu
- Racolarea (1985)
- Colierul de turcoaze (1986) - Gheorghe Bibescu
- Noi, cei din linia întâi (1986) - col. Câmpeanu
- Secretul lui Nemesis (1987) - Virgil Cocean
- Totul se plătește (1987) - Gheorghe Bibescu
- François Villon – Poetul vagabond (1987)
- Iacob (1988)
- Liliacul înflorește a doua oară (1988)
- Im Süden meiner Seele (1989)
- Kilometrul 36 (1989)
- Mircea (1989)
- Subspecies (1991)  - Doctorul
- Polul Sud (1993)
- Șoapte de amor (1994)
- Începutul adevărului (Oglinda) (1994)
- Această lehamite (1994)
- Tancul (2003)
- Lombarzilor 8 (2006)
- Cu un pas înainte (2007)
- Poveste de cartier (2008) - nea Petrică
- Regina - Don Tito (2009)
- Cenușă și sânge (2009)
- Francesca (2009)
- Loverboy (2011)
- Despre oameni și melci (2012)
- Las Fierbinți (Sezonul 2, Episodul 10 - Visul) (2012)
- București NonStop (2013)
- Poarta Albă (2014)
- Omega Rose (2016)

## Teatrografie
- Cloșca - Procesul lui Horia de Alexandru Voitin, regia Liviu Ciulei, Teatrul Bulandra, 1967
- Corbea - Luceafărul de Barbu Ștefănescu Delavrancea, regia Ion Cojar, Teatrul Bulandra, 1967
- Iasa - Livada de vișini de A.P. Cehov, regia Lucian Pintilie, Teatrul Bulandra, 1967
- Kurt - Dansul morții de August Strinberg, regia Iannis Veakis, Teatrul Bulandra, 1968
- Tournel - Puricele de Georges Feydeau, regia Emil Mandric, Teatrul Bulandra, 1969
- Valentine - Love for Love de William Congreve, regia Emil Mandric, Teatrul Bulandra, 1969
- Dobrișor - Acești nebuni fățarnici de Teodor Mazilu, regia Emil Mandric, Teatrul Bulandra, 1970
- Ofițerul - Patru oameni fără nume de Radu Badila, regia Petre Popescu, Teatrul Bulandra, 1971
- Lorenzo - Anunțul la mica publicitate de Natalia Gingsburg, Teatrul Bulandra, 1973
- Damian - Între noi n-a fost decât tăcere de Lia Crisan, regia Petre Popescu, Teatrul Bulandra, 1973
- Trigorin - Pescărușul de A. P. Cehov, regia Liviu Ciulei, Teatrul Bulandra, 1977
- Gicu Crucescu - Alibi de Ion Băieșu, regia Cornel Todea, Teatrul Bulandra, 1978
- Roman Romanovici - Infidelitate conjugală de Leonid Zorin, regia Petre Popescu, Teatrul Bulandra, 1979
- Reporterul - Anchetă asupra unui tânar care nu a făcut nimic de Adrian Dohotaru, regia Petre Popescu, Teatrul Bulandra, 1980
- Gines Pardo - Judecata în noapte de Antonio Buero Vallejo, Teatrul Bulandra, 1981
- Gilu - Mormântul călărețului avar de D.R. Popescu, regia Mircea Marin, Teatrul Bulandra, 1981
- Timofei - Rezervația de pelicani de D.R. Popescu, regia Valeriu Moisescu, Teatrul Bulandra, 1983
- Knapp - Passacaglia de Titus Popovici, regia Mircea Cornisteanu, Teatrul Bulandra, 1984
- Serebreakov - Unchiul Vanea de A. P. Cehov, regia Alexa Visarion, Teatrul Bulandra, 1985
- Polonius - Hamlet de William Shakespeare, regia Alexandru Tocilescu, Teatrul Bulandra, 1985
- Ioan - Io, Mircea Voievod de Dan Tarchila, regia Alexandru Tocilescu, 1986
- Nichi - Dimineața pierdută de Gabriela Adameșteanu, regia Cătălina Buzoianu, Teatrul Bulandra, 1986
- Oronte - Mizantropul de Moliere, regia Valeriu Moisescu, Teatrul Bulandra, 1989
- Tezeu - Visul unei nopți de vară de William Shakespeare, regia Liviu Ciulei, Teatrul Bulandra, 1991
- Petronio - Teatrul comic de Carlo Goldoni, regia Silviu Purcarete, Teatrul Bulandra, 1992
- Oscar Kroge - Mephisto de Klaus Mann, regia Alexandru Darie, Teatrul Bulandra, 1993
- Corifeu - Antigona de Sofocle, regia Alexandru Tocilescu, Teatrul Bulandra, 1993
- Antigonus - Poveste de iarnă de William Shakespeare, regia Alexandru Darie, Teatrul Bulandra, 1994
- Ferapont - Trei surori de A. P. Cehov, regia Alexandru Darie, Teatrul Bulandra, 1995
- Octavius Caesar - Julius Caesar de William Shakespeare, regia Alexandru Darie, Teatrul Bulandra, 1995
- Primul interpret - Șase personaje în cautarea unui autor de Luigi Pirandello, regia Catalina Buzoianu, Teatrul Bulandra, 1995
- Senecus - Caligula de Albert Camus, regia Mihai Maniutiu, Teatrul Bulandra, 1996
- Contele Lieuville - Vânzătorii gloriei de Marcel Pagnol, regia Eli Malka, Teatrul Bulandra, 1996
- Colonelul - Mutter Courage de Bertolt Brecht, regia Catalina Buzoianu, Teatrul Bulandra, 1999
- Profesorul - Există nervi de Marin Sorescu, regia Puiu Serban, Teatrul Bulandra, 2001
- Muhoiarov Ivan Matveevici - Oblomov după I. A. Goncearov, regia Alexandru Tocilescu, Teatrul Bulandra 2003
- Nagg - Sfârșit de partidă de Samuel Bekett, regia Alexandru Tocilescu